# Ouranopithecus
 Ouranopithecus  ist eine ausgestorbene Gattung der Primaten, die vor 10 bis 7 Millionen Jahren während des späten Miozäns im Norden von Griechenland und im Osten der Türkei vorkam. Die genaue Einordnung der Gattung in den Stammbaum der Menschenaffen ist ungeklärt, von einigen Autoren wird sie der Tribus Dryopithecini zugerechnet.

## Namensgebung
Die Bezeichnung der Gattung Ouranopithecus ist abgeleitet von altgriechisch Οὐρανός Ouranós, deutsch ‚Himmelsgewölbe‘ und πίθηκος píthēkos, deutsch ‚Affe‘. Ouranopithecus bedeutet folglich sinngemäß ‚Himmelsaffe‘. Laut Anmerkung 6 der Erstbeschreibung wurde die Bezeichnung der Gattung jedoch abgeleitet « du grec ‚ouranos‘ = pluie », also von ‚Regen‘, was Bezug nimmt auf die Fundstelle des ersten Fossils, die von den französischen Ausgräbern Ravin de la Pluie ‚Regenschlucht‘ benannt wurde. Diesem Hinweis zufolge hätte die Gattung folglich offenbar als ‚Regenaffe‘ bezeichnet werden sollen.

## Erstbeschreibung
Holotypus der Gattung und zugleich der Typusart Ouranopithecus macedoniensis ist ein 1973 entdeckter, gut erhaltener, fast vollständig bezahnter, jugendlicher Unterkiefer (Archivnummer RPl-54), der in Zentralmakedonien, im unteren Axios-Tal, ungefähr 25 Kilometer westlich von Thessaloniki und vier Kilometer östlich der Gemeinde Vathylakkos (Βαθύλακκος) an der Fundstelle Ravin de la pluie geborgen worden war. In der 1974 publizierten Erstbeschreibung wurde das Fossil allerdings noch als Holotypus der neu zur Gattung Dryopithecus gestellten Art Dryopithecus macedoniensis zugeordnet und vor allem von Dryopithecus fontani abgegrenzt worden. Erst nach der Entdeckung weiterer Fossilien wurde 1977 die Namensgebung zugunsten von Ouranopithecus macedoniensis revidiert.

## Verwandte Arten
Im Jahr 2007 wurden Funde aus der Türkei zu Ouranopithecus turkae gestellt und somit eine zweite Art der Gattung in die Fachliteratur eingeführt. Nach weiteren Fossilienfunden im Bereich der Fundstätte Çorakyerler wurden die Fossilien von Ouranopithecus turkae im Jahr 2023 der neu eingeführten Gattung Anadoluvius zugeordnet, wobei das Typusexemplar von Ouranopithecus turkae zum Typusexemplar der neuen Typusart Anadoluvius turkae erklärt wurde.
Ein Teil der Fachautoren vertritt die Auffassung, dass Ouranopithecus macedoniensis die nordgriechische Variante des im Süden Griechenlands entdeckten Graecopithecus freybergi sei.
Von einigen Forschern war die Gattung Ouranopithecus nach deren Erstbeschreibung Ende der 1970er-Jahre zunächst in den Formenkreis von Sivapithecus und somit in die verwandtschaftliche Nähe der Orang-Utans gerückt worden.

## Belege
1. ↑  Louis de Bonis und Jean Melentis: Un nouveau genre de Primate hominoïde dans le Vallésien [Miocène supérieur] de Macédoine. In: Comptes Rendus de l’Académie des Sciences, Paris. Band 284, Nr. 15 [Série D], 1977, S. 1396, Anmerkung 6.
2. ↑  Louis de Bonis, Geneviève Bouvrain, Denis Geraads und Jean Melentis: Première découverte d'un Primate hominoïde dans le Miocène supérieur de Macédoine (Grèce). In: Comptes Rendus de l'Académie des sciences Paris. Band 278, Série D, 1974, S. 3063–3066.
3. ↑  Louis de Bonis, Jean Melentis: Un nouveau genre de Primate hominoïde dans le Vallésien (Miocène supérieur) de Macédoine. In: Comptes Rendus de l’Académie des Sciences, Paris. Band 284, Nr. 15 (Série D), 1977, S. 1393–1396.
4. ↑  Erksin Savas Güleç, Ayla Sevim, Cesur Pehlevan und Ferhat Kaya: A new great ape from the late Miocene of Turkey. In: Anthropological Science. Band 115, Nr. 2, 2007, S. 153–158, doi:10.1537/ase.070501.
5. ↑  Ayla Sevim-Erol, David R. Begun,  Çilem Sönmez Sözer et al.: A new ape from Türkiye and the radiation of late Miocene hominines. In: Communications Biology. Band 6, Artikel Nr. 842, 2023, doi:10.1038/s42003-023-05210-5.
6. ↑  George D. Koufos, Louis de Bonis: The Late Miocene hominoids Ouranopithecus and Graecopithecus. Implications about their relationships and taxonomy. In: Annales de Paléontologie. Band 91, Nr. 3, 2005, S. 227–240, doi:10.1016/j.annpal.2005.05.001.
7. ↑  David W. Cameron: The taxonomic status of Graecopithecus. In: Primates. Band 38, Nr. 3, 1997, S. 293–302, doi:10.1007/BF02381616.
8. ↑  Peter Andrews und İbrahim Tekkaya: A revision of the Turkish Miocene hominoid Sivapithecus meteai. In: Palaeontology. Band 23, 1980, S. 85–95, Volltext (PDF).